# Arrabidaea chica
Pour les articles homonymes, voir Chica.
Espèce
Classification phylogénétique
Arrabidaea chica, appelée aussi Bignonia chica ou Arbre trompette, est une espèce de plantes à fleurs de la famille des Bignoniaceae. C'est un arbre d'Amérique du Sud découverte par Alexander von Humboldt et Aimé Bonpland lors de leur célèbre expédition de 1799-1804.
Cet arbre sert à produire une teinture violette, brun rouge, dite rouge chica, aussi appelé carajuru, que les indiens d'Amérique du Sud (Orinoco et Rio-Meta) utilisaient pour se teindre la peau en rouge. Les indigènes en faisaient le commerce dans l'Orénoque.
Cette teinture est aujourd'hui commercialisée sous le nom de Crajiru.

## Autres dénominations
- chica,
- guajuru,
- carucuru,
- carujuru,
- carayuru,
- karawiru (wayãpi),
- puca panga (de  puca = de couleur rouge ; et  panga  = feuille) ,
- carajuru-do-pará; carajurus-do-pará,
- carajuvense,
- caral,
- carale,
- caraleo,
- caralete,
- caralha,
- caralhada,
- caralhar,
- caralheira,
- caralhete,
- caralho,
- caralho,
- craviri,
- chiraviri, etc.

### Localisation
On trouve cet arbre en Amazonie péruvienne, Guyane, Brésil, Venezuela, Équateur.

## Description

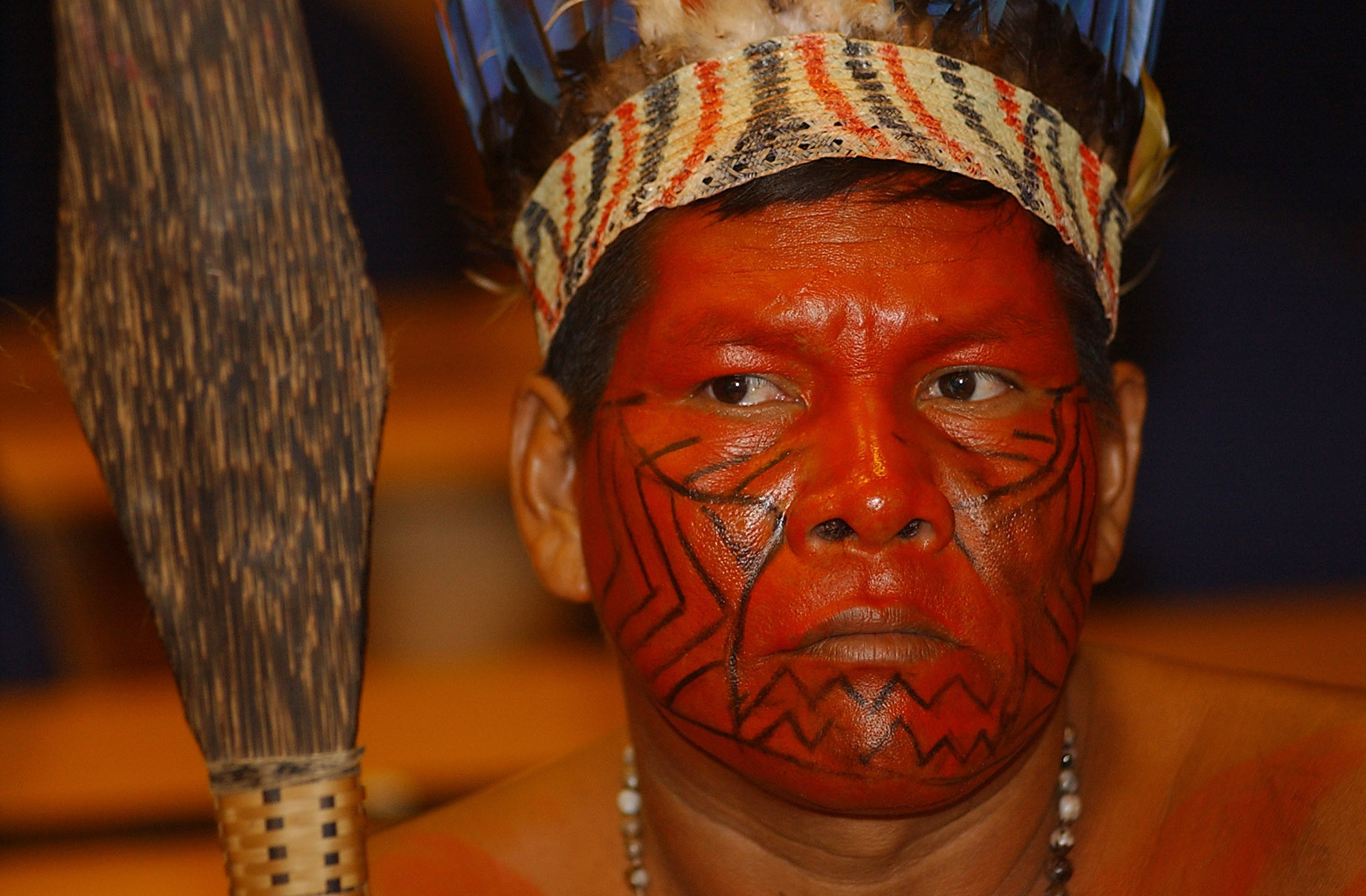

### Une teinture rouge, le chica
Le Crajuru ou Carajuru (Carucuru selon d'autres) est une sorte de poudre ou d'amidon, en morceaux, inodores, insipides ou légèrement amers, pas solubles dans l'eau, mais solubles dans l'alcool, l'éther et les graisses, sans être complètement résineuse, brûlant avec une flamme, mais en laissant une quantité de cendres grises. Il est entièrement dissous par les alcalis, et acides précipitent sans altérer sa couleur considérablement, si elles ne sont pas concentrées.
Préparé surtout dans l'Orénoque, le Bignonia chica produit le carajuru : les feuilles de cette liane fournissent une couleur écarlate appelée aussi  « chica »  bonne pour la teinture de la peau et utilisée par les tribus indiennes d'Amérique du Sud : Deux espèces s'utilisaient sur le corps et une troisième sur le visage. Selon le récit d'Alexander von Humboldt, c'est avec cette plante et avec l'huile de carapa que les indigènes comme les Salivas, les Guipunaves, les Caveres et les Piraoas, Otomacos (etc.) se teignent le corps, la tête, les Caraïbes et les Otomaques se teignaient seulement la tête et les cheveux en chica, mais les Salives avaient ce pigment en assez grande abondance pour s'en couvrir le corps entier. Les Indiens de l'Orénoque avaient coutume de dire : « Cet homme est si misérable, qu'il n'a pas de quoi se peindre (« se payer ») la moitié du corps. » car il fallait deux semaines de travail pour acheter la quantité de chica nécessaire. Les gâteaux de chica, turta étaient une marchandise très recherchée. Le commerce se faisait en direction de l'Orénoque. Il fut exporté ensuite en Europe sous le nom de « Rouge Américain », pour les fards.
Les Indiens se servent de cette couleur fine pour se peindre le visage, et en faisant une teinture en la broyant et mélangeant avec un corps gras, à une résine odorante ou avec de la graisse d'œuf de tortue, ou graisse verte de tortue ou avec le baume aracouchini (du Amyris heterophylla   ou avec l'huile odorante  du fruit carapa du  xylocarpus carapa , ou même de la graisse   d'alligator : ils  font  ainsi une pommade grasse destinées aux couleurs des peintures ornementales de guerre, ou simplement crème protectrice, destinée à éviter les piqûres d'insectes et l'humidité. Mélangé à d'autres plantes, il se fume. Mâché il colore la salive en rouge.  Ils en font aussi  des tatouages et teignaient leurs tissus ou des paniers : MM. Boussingault et Rivero indiquaient qu'il était avantageusement utilisé dans la teinture. Le chica en teinture fixé sur le coton, donne au tissu une couleur jaune orange. Les feuilles fraîches utilisées en décoction seules ou mélangées avec des fruits de la Alpinia Renealmia servent à teindre les fibres de chambira.

#### Préparation
La  chica de M. de Humboldt venait du voisinage de l'Orénoque, près de Rio Meta; mais le Crajuru de la Guyane est mentionné par Hancock, comme étant plus pur, envoyé sous la forme de boules, enveloppé dans l'écorce des arbres ou des feuilles de palmier. En effet, le Crajuru est d'une teinte de violet intense, avec un éclat cuivré quand on le frotte sur un corps dur. Le Galibis, et d'autres tribus sauvages, faire bouillir les tiges et les feuilles de ces Bignonice, qui sont d'une teinte rouge à leur période avancée de la végétation, de l'obtenir. Il est passé à travers un tamis fait de l'écorce d'un arbre, et l'amidon  lavé à l'eau, puis  exposé au soleil pour sécher.
Il y a  deux méthodes de préparation : par macération de feuilles ou par ébullition. Par macération, les feuilles du bignonia chica  sont recueillies à l'ombre, et jetées dans une auge en bois de figuier, remplie d'eau, où au bout de deux à trois jours elles entrent en fermentation : il s'en sépare une poudre rouge en dépôt, qu'on lave pour la séparer des impuretés, et on la fait sécher ensuite au soleil. Par la méthode de l'ébullition, les indiens favorisent la précipitation de la matière colorante rouge par l'addition de quelques morceaux d'écorce de l'arbre appelé arayane.

#### Conditionnement
On la réunit, sans la mêler avec de l'huile de tortue, en petits pains de 8 à 9 pouces de long et de 2 à 3 de haut, arrondis sur les bords. Chauffés, ces pains répandent une odeur agréable de benjoin. Ou quand elle est encore à demi humide, on moule des boules qu'on empaquette dans des boîtes de bois de palmier. Cette matière colorante sèche arrivait du Brésil en halles rondes grosses comme le poing, entourées d'un tissu d'écorce et de ficelle.

### Liste des tribus indiennes préparant le chica
- Achaguas
- Amarizanos
- Galibis  (Venezuela)
- Guipunaves
- Hio-Meta
- Macusis (Guyane anglaise)
- Maypures - Chirraviri
- Careves
- Corejuales
- Orinoco
- Otomas (Otomaques)
- Omoas
- Macuna (Colombie)
- Piaroas
- Salives
- Tamanaques - Craviri
- Taruinas (Guyane anglaise)
- Waimiri Atroari (Brésil)
- Wapisianas (Guyane anglaise)
- Waípinõmakã, Bara, (Rio Uaupès)
- Yaruros  (Venezuela)

## Autres propriétés

### Usages médicinaux
- Les Espagnols s'en servaient comme diurétique, en infusion comme un dépuratif du sang.
- Soignerait les infections et l'herpès.
- Utilisé principalement en Amazonie comme : anti-inflammatoire, cicatrisant.
- Les Jivaros s'en serviraient pour se teindre les dents.
- Nettoie les impuretés de la peau, éliminerait les boutons et points noirs.

Le thé soit peut être utilisé que pour l'hygiène intime, lavages, comme peut également être ingérée car agissant comme un anti-inflammatoire naturel. Le thé est préparé à partir des feuilles vertes d' Arrabidaea Chica et devient un liquide rouge coloré.
Certaines tribus préparent une infusion de feuilles, par l'utilisation dans le traitement contre la conjonctivite aiguë. Il est également un allié dans la lutte contre l'anémie, par sa concentration élevée de fer.
Largement utilisés parles indiens contre les maladies suivantes car : Astringente, problèmes de peau, aphrodisiaque, albumine, anémie, Antidysentrique, anti-ulcèreux, bactéricide, flegme, colique intestinale, troubles menstruels, conjonctivite, diabète, diarrhée, sang, leucémie, troubles hépatiques, problèmes nerveux... Expectorante et émolliente : blessures. Fortifiante: hémorragie, ictère, inflammation de l'utérus.

### Littérature

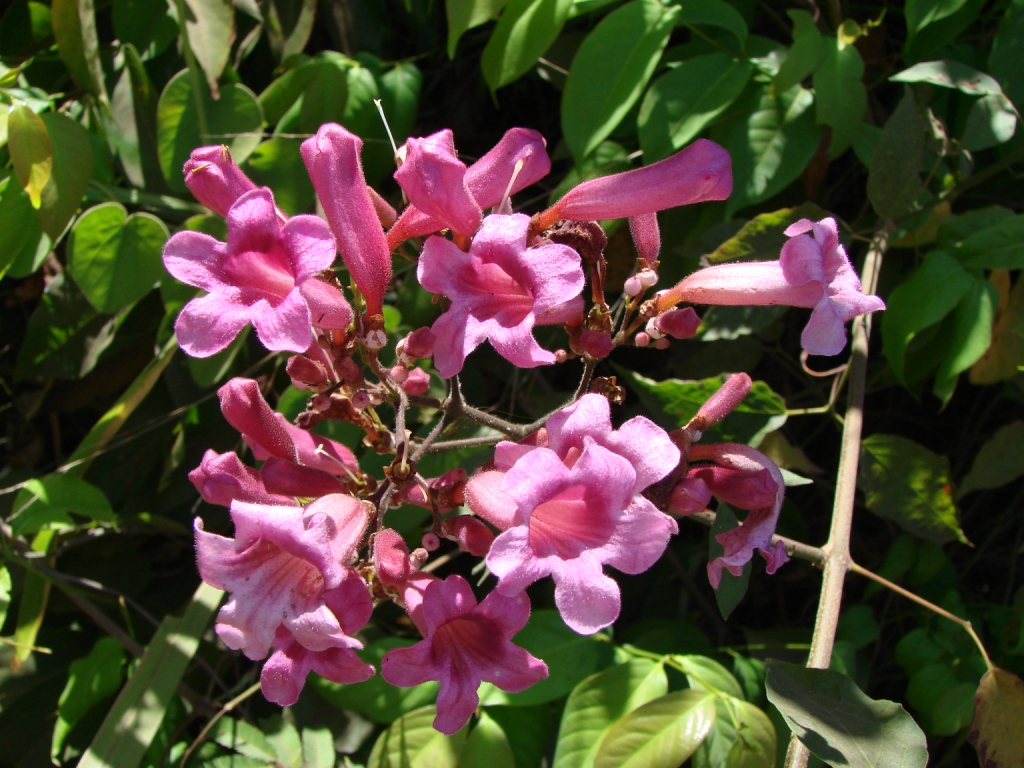

José de Alencar, dans son livre  Iracema, déjà le cite comme un moyen d'obtenir un colorant rouge foncé :
« Poti avait décidé de récolter les graines de crajuru, qui donnent la belle teinture rouge(...) ».

### Composition chimique
- Flavonoïdes, (3-Desoxy-antocyanidrine), Carajuflavone, (6,7,3',4'-tetrahydroxil-5-atoxiflavone). Tanins, Phytostéroïdes
- La carajurine C6H6,   et le   carajurone C15 H2 O5 OCH3 sont     deux colorants flavonoïdes.

## Source
- Du crajuru, ou carajuru et chica, nouvelle matière rouge fine, tinctoriale de l'Amérique méridionale  .-Journal de pharmacie et de chimie.- Volume 5.- Volume 1844